# Беркен
Беркен (нем. Berken) — коммуна в Швейцарии, в кантоне Берн. 
Входит в состав округа Ванген. Население составляет 51 человек (на 31 декабря 2006 года). Официальный код — 0972.